# Neil Patrick Harris
Neil Patrick Harris, ameriški filmski in televizijski igralec, * 15. junij 1973 Nova Mehika, ZDA.
Igral je naslovnega junaka Doogieja Howserja, M.D., Barneyja Stinsona v Kako sem spoznal vajino mamo, polkovnika Carla Jenkinsa v Vesoljski bojevniki, dr. Horriblea v seriji Dr. Horrible's Sing-Along Blog in kot izmišljeno različico samega sebe v Zadeta modela, Host From Genius Junior in nadaljevanju Zadeta modela 2: Pobeg iz Guantanama. Igral je tudi Patricka Winslowa v filmih Smrkci 1 in Smrkci 2.
Njegov mož je David Burtka.